# Teleostomi
Die Teleostomi sind ein Taxon der Kiefermäuler (Gnathostomata), in dem die ausgestorbenen Acanthodier (Acanthodii, „Stachelhaie“) und die Knochenfische (Osteichthyes) als Schwestergruppen vereinigt sind. Sie haben als Merkmal den Kiemenaufbau aus 4 Paar Kiemen mit Kiemenspalte und Kiemendeckel gemeinsam. Gemäß der modernen, konsequent phylogenetischen Systematik gehören auch die Landwirbeltiere als Teilgruppe der Knochenfische zu den Teleostomi (Knochenfische + Landwirbeltiere = Euteleostomi).
|            | Knorpelfische (Chondrichthyes)                                                                        |
|            | |
| Teleostomi | \| \| † Stachelhaie (Acanthodii) \| \| \| \| \| \| Osteognathostomata (auch Euteleostomi) \| \| \| \| |
|            | \| \| † Stachelhaie (Acanthodii) \| \| \| \| \| \| Osteognathostomata (auch Euteleostomi) \| \| \| \| |
|            | † Stachelhaie (Acanthodii)                                                                            |
|            | |
|            | Osteognathostomata (auch Euteleostomi)                                                                |
|            | |

|  | † Stachelhaie (Acanthodii)             |
|  |                                        |
|  | Osteognathostomata (auch Euteleostomi) |
|  |                                        |

|            | Knorpelfische (Chondrichthyes)                                                                        |
|            | |
| Teleostomi | \| \| † Stachelhaie (Acanthodii) \| \| \| \| \| \| Osteognathostomata (auch Euteleostomi) \| \| \| \| |
|            | \| \| † Stachelhaie (Acanthodii) \| \| \| \| \| \| Osteognathostomata (auch Euteleostomi) \| \| \| \| |
|            | † Stachelhaie (Acanthodii)                                                                            |
|            | |
|            | Osteognathostomata (auch Euteleostomi)                                                                |
|            | |

|  | † Stachelhaie (Acanthodii)             |
|  |                                        |
|  | Osteognathostomata (auch Euteleostomi) |
|  |                                        |

In der modernen kladistischen Literatur besteht über die Einordnung der Placodermi keine Einigkeit. Während einige Taxonomen sie weiterhin als Klade auffassen, sind andere der Ansicht, es handele sich eher um eine „Grade“: das bedeutet, eine Gruppe von Stammgruppen-Vertretern, die durch graduellen Erwerb von Merkmalen zu den höherentwickelten Formen (der „Kronengruppe“) immer ähnlicher geworden wären, aber nur durch Stammgruppenmerkmale (Symplesiomorphien) miteinander vereinigt wären. Wenn diese Ansicht richtig ist, ist die Existenz und ggf. die Umgrenzung eines Taxons Teleostomi unsicher. Dem gemäß verwenden viele moderne Phylogenien der fossilen Knochenfische den Begriff nicht mehr. Dementsprechend fassen etwa Joseph S. Nelson und Kollegen in der neuen Auflage ihres Standardwerks „Fishes of the World“ die Teleostomi als Grade auf.